# سبرکس
سبرکس (به اسپانیایی: Cebrecos) یک شهرستان در اسپانیا است.